# Toomas Kallaste
Toomas Kallaste, né le 27 janvier 1971 à Tallinn en Estonie, est un footballeur international estonien, qui évoluait au poste de milieu de terrain.

## Biographie

### Carrière de joueur
Toomas Kallaste dispute 4 matchs en Coupe de l'UEFA.

### Carrière internationale
Toomas Kallaste compte 42 sélections avec l'équipe d'Estonie entre 1992 et 2003. 
Il est convoqué pour la première fois par le sélectionneur national Uno Piir pour un match amical contre la Slovénie le 3 juin 1992 (1-1). Il reçoit sa dernière sélection le 3 juillet 2003 contre la Lituanie (défaite 5-1).

## Palmarès
- Avec le Flora Tallinn
  - Champion d'Estonie en 1994 et 1995
  - Vainqueur de la Coupe d'Estonie en 1995

- Avec le Bodens BK
  - Champion de Suède de Division 3 (Norrland) en 2002

- Avec le TVMK Tallinn
  - Vainqueur de la Coupe d'Estonie en 2003